# Raggio d'inerzia
Il raggio d'inerzia (detto anche raggio di girazione o giratore) descrive come le componenti di un oggetto sono distribuite attorno al suo asse di rotazione.
Può essere definito come la distanza da un polo alla quale dovrebbe trovarsi tutta la massa di un corpo rigido affinché il momento di inerzia resti invariato.
In ingegneria civile, il raggio d'inerzia bidimensionale viene usato per descrivere la distribuzione della sezione dell'area per una colonna attorno al proprio asse centroide. Il raggio d'inerzia è dato dalla formula
{\displaystyle R_{i}^{2}={\frac {I_{i}}{A}}}
Dove I è il momento secondo dell'area, e A è la sezione totale.
In fisica, un pendolo avente il centro di massa ad una distanza dall'asse di rotazione pari al raggio d'inerzia, ha frequenza di oscillazione massima. 
Si calcola come la radice quadrata del momento di inerzia fratta la massa totale del corpo.
{\displaystyle R_{i}^{2}={\frac {I_{i}}{M}}}